# Eupterote udiana
Eupterote udiana är en fjärilsart som beskrevs av Moore 1860. Eupterote udiana ingår i släktet Eupterote och familjen Eupterotidae. Inga underarter finns listade i Catalogue of Life.